# Eero Huovinen

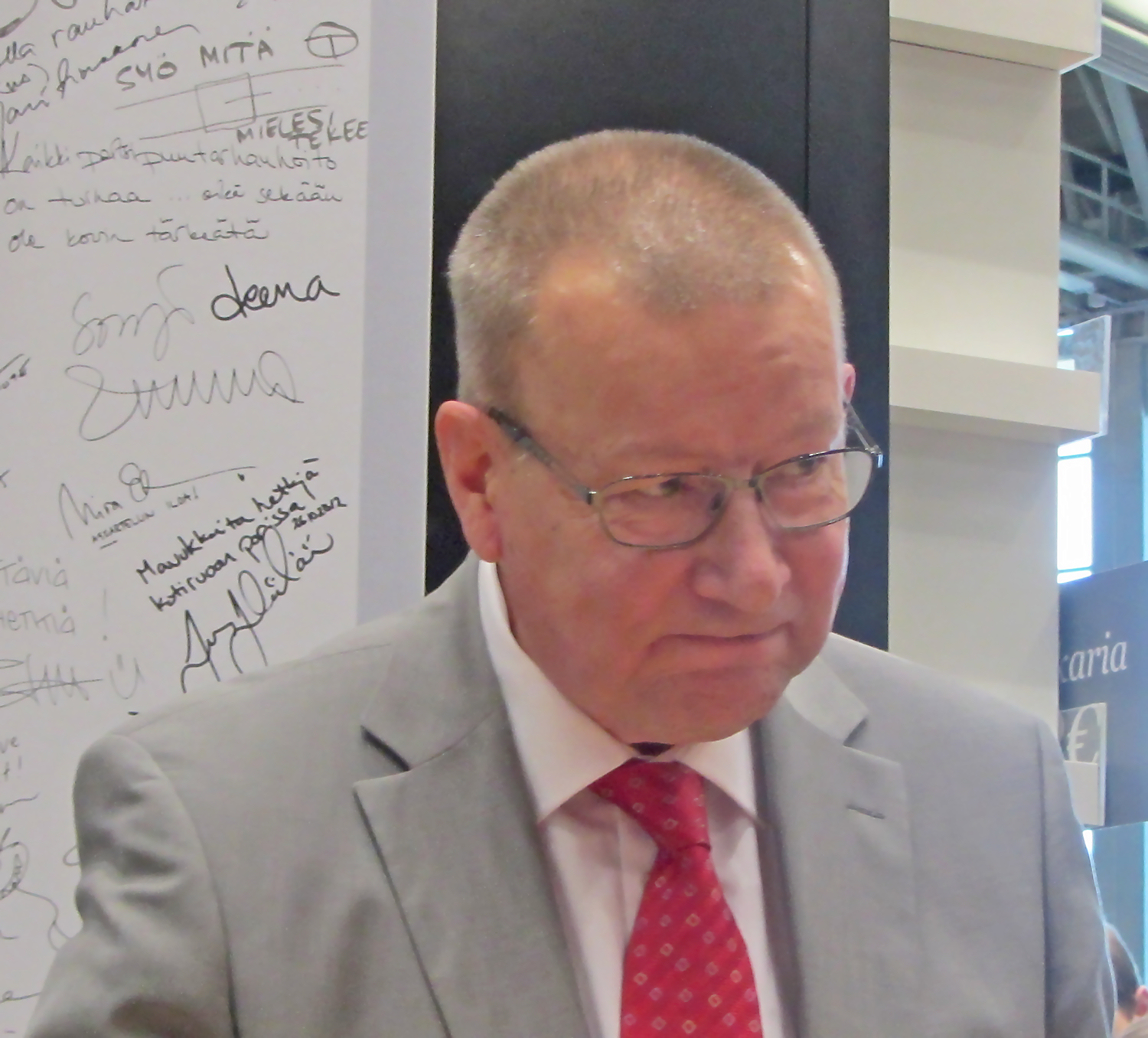
Eero Huovinen (2012)

Eero Lauri Juhana Huovinen (* 27. Oktober 1944 in Helsinki) ist ein finnischer Theologe; er war Bischof der Evangelisch-Lutherischen Kirche Finnlands.

## Biografie
Eero Huovinens Eltern war der Kirchenjurist und Professor für Theologie und Philosophie Lauri Huovinen und die Zahnärztin Aili Huovinen geb. Virta. Nach dem Schulbesuch in Helsinki studierte er Theologie an der Universität Helsinki, wo er 1978 promovierte. Er war ab 1979 zunächst Dozent, dann Assistenzprofessor und schließlich Professor für Dogmatik und Dekan der dortigen theologischen Fakultät. In verschiedenen Gremien war er im evangelisch-lutherischen/römisch-katholischen Dialog engagiert, so war er Mitglied der Arbeitsgruppe, die den Text der Gemeinsamen Erklärung zur Rechtfertigungslehre erstellte. Von 1997 bis 2003 war er Vorstandsvorsitzender des Instituts für Ökumenische Forschung (Straßburg).
Huovinen war von 1996 bis 2010 Bischof von Helsinki. Von 1997 bis 2010 gehörte er dem Rat des Lutherischen Weltbundes an, ab 2003 als stellvertretender Vorsitzender.

## Lehre
Huovinen war, neben Risto Cantell und Simo S. Salo, ein Doktorand von Seppo A. Teinonen, der den Lehrstuhl für Ökumenische Theologie (1966) und Dogmatik (1970) an der Universität Helsinki hatte. Teinonen förderte die Rezeption der Theologie Hans Küngs in Finnland, der in den 70er Jahren dort der meistgelesene katholische Autor war. Huovinen, Cantell und Salo legten 1974 unter dem Titel Kirkon ykseis ja reformi eine Analyse von Küngs Theologie im Blick auf Kircheneinheit, Kirchenreform und Ökumene vor, und Huovinen übersetzte Küngs 20 Thesen zum Christsein 1976 ins Finnische.
Die 1970er Jahre waren auch eine Zeit intensiver finnischer Lutherforschung, angeregt durch lutherisch-orthodoxe Kontakte, die sich in Finnland ergaben. 1979 veröffentlichte Tuomo Mannermaa eine Studie über den Theosis-Gedanken bei Luther (In ipsa fide Christus adest), der zufolge Luthers Konzept der Rechtfertigung als eine Art Theosis verstanden werden könne. „Im gleichen Umfeld“ verfasste Huovinen, ausgehend von Luthers Genesiskommentar, eine Studie über Luthers Theologie des Todes (Kuolemattomuudesta osallinen, Helsinki 1981). „Er zeigt auf, daß in dem für den Reformator wichtigen Begriff imago dei enthalten ist, daß der Mensch im Urstand real-ontisch am Leben Gottes teilhatte und der Tod den Verlust der Ebenbildlichkeit und dadurch auch den Verlust der realen Partizipation an Gott bedeutet.“ Huovinen legte auch eine Deutung von Luthers (zur Begründung der Kindertaufe wichtige) Lehre vom „Kinderglauben“ (fides infantium) vor, den er als „eingegossenen Glauben“ (fides infusa) interpretierte.

## Veröffentlichungen (Auswahl)
- Idea Christi: die idealistische Denkform und Christologie in der Theologie Hans Küngs (= Arbeiten zur Geschichte und Theologie des Luthertums, Neue Folge. Band 6). Lutherisches Verlagshaus, Hannover 1985.
- Fides infantium: Martin Luthers Lehre vom Kinderglauben (= Veröffentlichungen des Instituts für Europäische Geschichte Mainz, Abteilung Abendländische Religionsgeschichte. Band 159) Von Zabern, Mainz 1997.
- Baptism, Church and Ecumenism. Collected Essays (= Schriften der Luther-Agricola-Gesellschaft. Band 63). Luther-Agricola-Gesellschaft, Helsinki 2009.
- Karl Barth und die Mystik. In: Kerygma und Dogma 34/1 (1988), S. 11–21.
- Die Rechtfertigungslehre als Kraftquelle der Ökumene. In: Ökumenische Rundschau 48/3 (1999), S. 315–323.